# San-Lorenzo
San-Lorenzo település Franciaországban, Haute-Corse megyében. Lakosainak száma 139 fő (2022. január 1.). San-Lorenzo Saliceto, Pie-d’Orezza, Cambia, Aiti, Campana, Érone és Lano községekkel határos.

## Népesség
A település népessége az elmúlt években az alábbi módon változott:
| Lakosok száma | 215  | 159  | 91   | 139  | 139  | 141  | 143  | 143  | 142  | 139  |
|               | 1968 | 1982 | 1990 | 2006 | 2013 | 2015 | 2017 | 2019 | 2020 | 2022 |